# Redfall
Redfall est un jeu d'action-aventure et de tir à la première personne développé par Arkane Austin et publié par Bethesda Softworks. Sorti le 2 mai 2023 sur les plateformes Xbox Series X et Series S et Microsoft Windows, le joueur est invité à y incarner en solo ou en multijoueur un chasseur de vampires au sein d'une petite ville américaine.
À la surprise générale, le studio Arkane Austin bénéficiant auparavant d'une excellente réputation, le jeu rencontre à sa sortie un accueil critique et commercial globalement désastreux, la faute à des mécaniques de jeu jugées peu inspirées. Certains spécialistes du secteur y voient un échec préoccupant pour l'éditeur Microsoft dans sa concurrence avec Sony et Nintendo.

## Système de jeu
Redfall est un jeu à monde ouvert d'action-aventure et de tir à la première personne qui propose des modes solo et multijoueur coopératif. Les joueurs peuvent choisir parmi quatre personnages jouables, chacun avec des antécédents et des capacités uniques, pour lutter contre les vampires ainsi que des adeptes dans le jeu,,.

## Trame
Redfall était autrefois une petite commune accueillante et touristique, avant que les vampires ne fassent irruption, éclipsant son soleil et se nourrissent des habitants qui ne sont pas jugés dignes de rejoindre leur armée. Une résistance humaine s’est formée avec quatre chasseurs que le joueur peut choisir :
- Devinder Crousley, un cryptozoologiste assez connu d’Internet, dont il se sert pour dévoiler ce qui se passe à Redfall, il est également inventeur et s’équipe d’armes qu’il a fabriqués lui-même.
- Layla Ellison est une ancienne étudiante en ingénierie biomédicale à l’institut technique de Redfall. Elle fut l’objet d'un essai clinique dans le sinistre centre de recherche d’Aevum Therapeutics, qui la dota des pouvoirs télékinétiques.
- Remi De La Rosa estingénieure de l’unité de secours de la Marine. Elle se sert de son brillant esprit et agit en soutien pour protéger ses alliés, elle possède également un robot soldat nommé Bribón.
- Jacob Boyer, ce vétéran fut envoyé à Redfall en tant que soldat sniper d’une milice privée avant l’éclipse, dont il repart avec un œil vampirique et un corbeau fantomatique inséparable. Il fait aussi usage de sa précision surnaturelle afin de neutraliser les ennemis.

## Production

### Développement
Le développement du jeu est entamé en 2018. À l'époque, le groupe ZeniMax Media, alors propriétaire d'Arkane Austin, encourage tous ses studios à explorer la voie des jeux en tant que service, et notamment d'y incorporer des microtransactions. Après l'échec commercial de Prey l'année précédente, Arkane Austin reçoit le mandat de créer un jeu capable d'attirer un plus large public, et finit par s'établir sur le concept d'un jeu multijoueurs reposant sur la chasse aux vampires.
De nombreux problèmes viennent émailler la phase de développement du jeu. L'inadéquation apparente entre cette proposition multijoueurs et l'expérience d'Arkane, dont la réputation se fonde sur des jeux solo de type immersive sim, induit au sein de l'équipe de développeurs de la confusion que sa propre équipe de direction ne parvient pas à clarifier. L'équipe se révèle également trop restreinte : si une centaine de personnes avait suffi pour développer Prey, une aventure solo aux contours bien délimités, les jeux multijoueurs concurrents auxquels se réfèrent les développeurs sont capables de se reposer sur des équipes de plusieurs centaines personnes. Malgré l'appel à un autre studio de ZeniMax, RoundHouse, et à des partenaires externes, le manque de ressources se fait sentir.
L'attrition est également particulièrement forte : à la fin du développement de Redfall, près de 70% de ceux qui ont travaillé sur Prey ont quitté le studio. Arkane Austin a par ailleurs du mal à recruter : étant basé au Texas, un état américain aux politiques conservatrices, il lui est difficile d'y attirer des développeurs plus modérés ou progressistes, d'autant que le salaire est bas pour l'industrie, et que ceux qui postulent chez Arkane le font en général pour y travailler sur des projets de type immersive sim, et non sur des expériences multijoueurs.
Lorsque Microsoft achète ZeniMax et donc notamment Arkane Austin en septembre 2020, certains de ses développeurs espèrent que l'éditeur annulera le projet, ou bien opérera un retour vers les sources d'Arkane, en annulant le mode multijoueurs pour se concentrer sur les mécaniques de jeu dont le studio est plus familier, en mode solo. Mais Microsoft choisit en fait de laisser les mains libres à ZeniMax et le projet continue tel quel, si ce n'est que la version initialement conçue pour la plateforme PlayStation, rivale de la Xbox de Microsoft, est annulée.

### Sortie
Redfall est annoncé pour la première fois lors de l'exposition Xbox et Bethesda E3 2021 le 13 juin 2021,. Le jeu est développé par Arkane Studios dans leurs bureaux d'Austin, au Texas,. Le codirecteur créatif Ricardo Bare a déclaré que le jeu poursuit la tradition d'Arkane de rendre chaque jeu différent du précédent.
Le 12 mai 2022, Bethesda annonce que Redfall est reporté au premier semestre 2023. En janvier 2023, la date de sortie est finalement annoncée pour le 2 mai 2023.

## Accueil
Redfall reçoit à sa sortie un accueil unanimement négatif, et particulièrement cuisant pour le studio Arkane Austin, qui jouissait jusque-là d'une excellente réputation grâce au succès critique de sa précédente création, Prey. En juin 2023, l'agrégateur de critiques Metacritic recense ainsi une note globale de 54 sur 100, ce qui le place parmi les pires jeux sortis en 2023.
Certains spécialistes du secteur y voient un échec préoccupant pour l'éditeur Microsoft, qui avait racheté Arkane au cours du développement du jeu et aurait pu infléchir sa trajectoire, et le signe que Microsoft ne parviendrait pas à créer par soi-même des marques vidéoludiques, seulement à en racheter une fois leur succès déjà fait. Dans sa concurrence avec Sony et Nintendo, cet échec au premier semestre 2023 ajouterait ainsi de la pression sur la sortie de Starfield, l'autre grosse exclusivité éditée par Microsoft pour marquer le reste de l'année 2023. En octobre 2023, près de six mois après la sortie du jeu, Microsoft annonce une restructuration interne de ses cadres dirigeants, qui va lui permettre notamment de suivre plus attentivement les jeux en développement dans ses filiales ; la presse y voit une conséquence de l'échec de Redfall, et la volonté d'éviter d'autres sorties de jeux similaires.